# Dorota Piekarska
Dorota Piekarska (ur. 6 marca 1972) – polska lekkoatletka, sprinterka, wicemistrzyni Polski.

## Kariera sportowa
Była zawodniczką Startu Lublin.
Na mistrzostwach Polski seniorek wywalczyła jeden medal − srebrny w biegu na 400 metrów w 1993, jeszcze dwukrotnie biegła na tym dystansie w finale mistrzostw Polski. 
Rekordy życiowe:
- 200 m: 24,70 (18.08.1990)
- 400 m: 54,52 (24.07.1993)
- 400 m ppł: 60,15 (20.06.1993)